# Кубышкин, Владимир Николаевич
Владимир Николаевич Кубышкин (родился 31 мая 1968 года, Минск) — белорусский музыкальный продюсер и автор текстов песен, поэт.

## Биография
Окончил стоматологический факультет Белорусского государственного медицинского университета (1989).
Продюсер в музыкальном телепроекте «Академия талантов» (телеканал ОНТ) сезонов 2012 и 2013 года.
Продюсер и автор текстов песен для белорусских артистов в жанре популярной музыки: Александра Солодухи, Ани Шаркуновой, Ани Богдановой, Герман, группы «Ямайка», Виталия Воронко, Артёма Бессонова, Тани Кудиновой и Егора Волчка.
Среди песен: «Сердце красавицы», «Прощай, моя последняя любовь», «Бежать», «Последний лист», «Белый флаг», «Город не спит», «Айсберг», «Улететь», «Ворваться в небо».
Автор песен и продюсер московской группы «Лето» (c 1999 по 2003 год), автор песен «Понедельник без тебя», «Краски ушедшего лета» и других.
Женат на Эржене Санжиевой. Есть сын Александр.

## Награды
- 2010 — Национальная музыкальная премия (телеканал СТВ) — «Лучший поэт-песенник»
- 2012 — Ліра 2012 «Продюсер года»[1]